# اگموند-بینن
اگموند-بینن (به هلندی: Egmond-Binnen) یک منطقهٔ مسکونی در هلند است که در برخن، هلند شمالی واقع شده‌است.